# تشارلز ويلسون (ممثل)
تشارلز ويلسون (بالإنجليزية: Charles C. Wilson)‏ هو ممثل أمريكي، ولد في 29 يوليو 1894 بنيويورك في الولايات المتحدة، وتوفي في 7 يناير 1948 في الولايات المتحدة.

## أعمال

### أفلام
- (1934) حدث ذات ليلة
- (1936) السيد ديدز يذهب إلى المدينة
- (1945) شارع سكارليت
- (1946) إنها حياة رائعة[2]

## وصلات خارجية
- تشارلز ويلسون على موقع IMDb (الإنجليزية)
- تشارلز ويلسون على موقع أول موفي (الإنجليزية)
- تشارلز ويلسون على موقع قاعدة بيانات برودواي على الإنترنت (الإنجليزية)
- تشارلز ويلسون على موقع قاعدة بيانات الأفلام السويدية (السويدية)
- تشارلز ويلسون على موقع قاعدة بيانات الفيلم (الإنجليزية)
- تشارلز ويلسون على موقع كينوبويسك (الروسية)